# Gran Pilastro
Il Gran Pilastro (3.510 m s.l.m. - Hochfeiler in tedesco) è una montagna delle Alpi orientali, posta lungo la linea di confine tra l'Italia (provincia di Bolzano) ed Austria (Tirolo).

## Toponimo

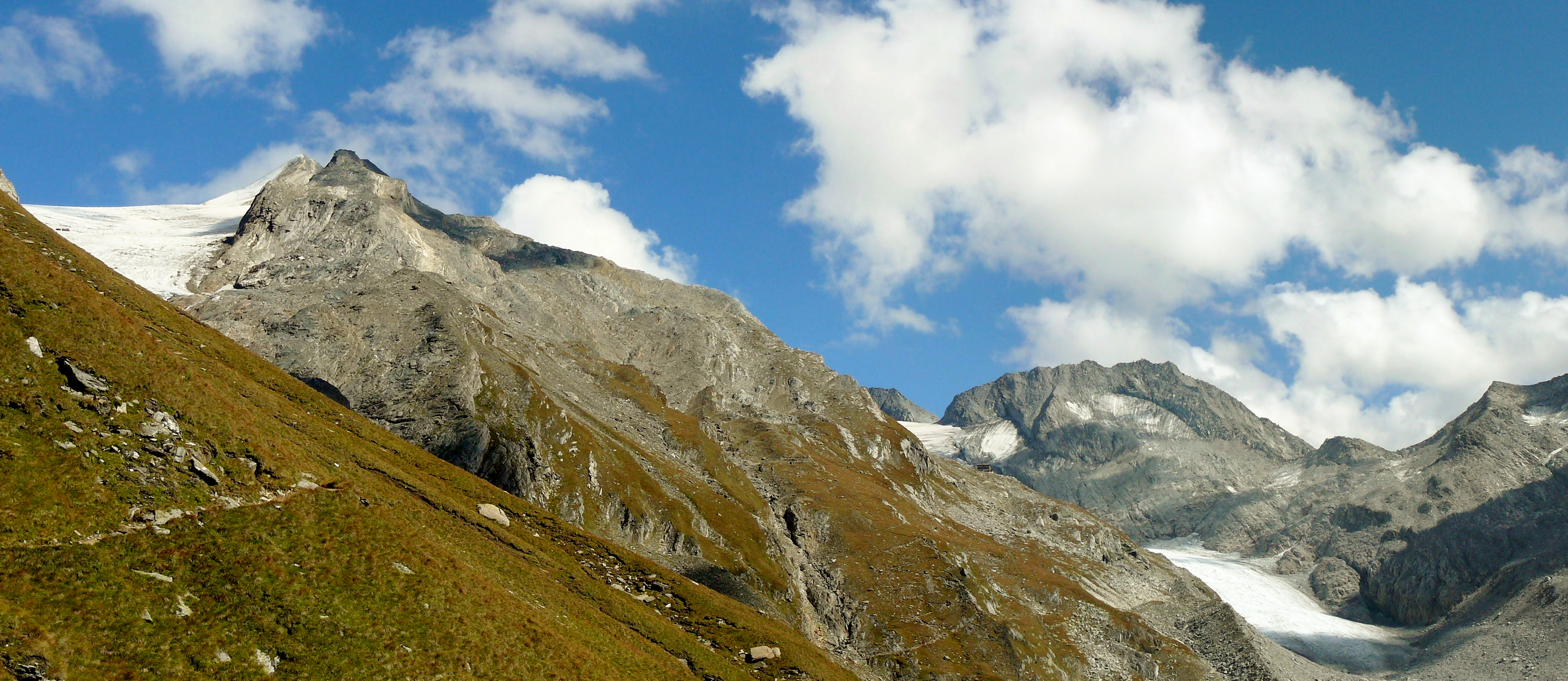
Il Gran Pilastro ed in basso a destra l'omonimo rifugio

Il nome tradizionale della montagna è attestato nel 1770 come Hoch Feil Spiz ed è, come spesso accade, riferito ad una località sottostante, la Fäule (in dialetto Faile) che significa "terreno paludoso". Il nome italiano, creato da Ettore Tolomei, misconosce questa base etimologica e ritiene erroneamente che "-feiler" significhi "Pfeiler" (in tedesco "pilastro").

## Caratteristiche
Secondo la tradizionale Partizione delle Alpi e la classificazione delle Alpi italiane utilizzata dal CAI-TCI, è la cima più alta delle Alpi Noriche. Secondo la classificazione SOIUSA, appartiene alla sezione delle Alpi dei Tauri occidentali.
Dalla cima della montagna nasce il rio di Vizze, che arriva fino a Vipiteno, dove si immette nell'Isarco.

## Accessi

### Dalla Val di Vizze

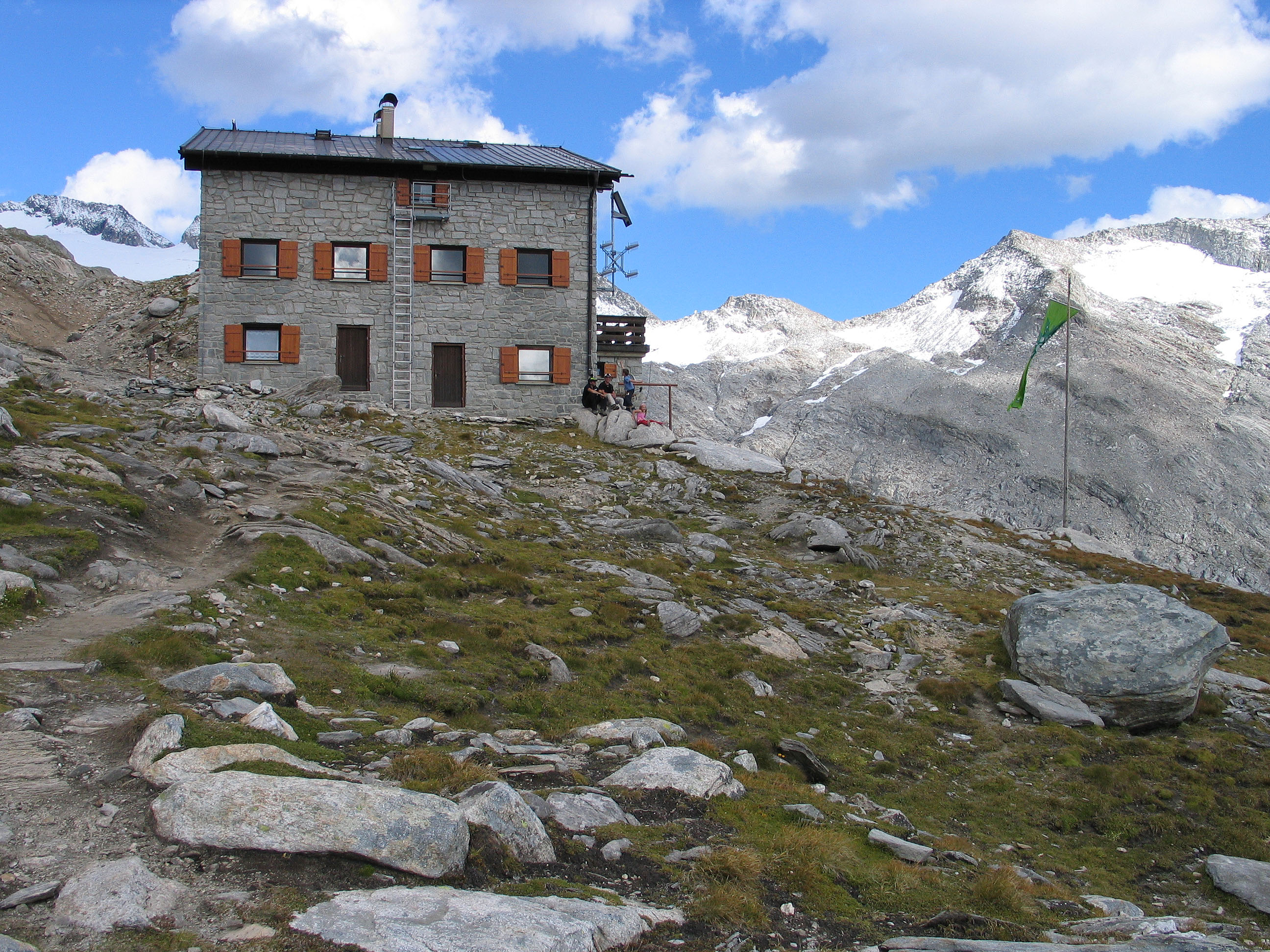
Il rifugio Gran Pilastro

Da Vipiteno, bisogna spingersi sino al centro di Stein (Sasso), verso la fine della val di Vizze, dove inizia una stradina sterrata; da qui si prosegue fino al terzo tornante, dove si trovano diversi posti per parcheggiare la macchina, ad una quota di 1718 m. 
Da qui procedendo a piedi (segnavia 1) si va lungo la valle di Sottomonte (Unterberg Tal), sino a raggiungere il rifugio Gran Pilastro (Hochfeilerhütte), ad una quota di 2710 metri. Sin qui circa 3,5 ore di cammino.
Dal rifugio si può raggiungere la vetta, inizialmente con tratti ripidi e attrezzati, e successivamente seguendo l'esile cresta della vetta. Spesso è necessario usare piccozza e ramponi. La parte più impegnativa sono gli ultimi 50 metri, in quanto sono sempre ghiacciati ed esposti. In totale, dal parcheggio alla vetta, sono necessarie 5,5 ore.
Dall'alta ma stretta cima si gode un panorama molto vasto, che permette di scorgere le principali vette delle Dolomiti a sud e le vette austro-germaniche a nord.

### Dalla Valle Aurina

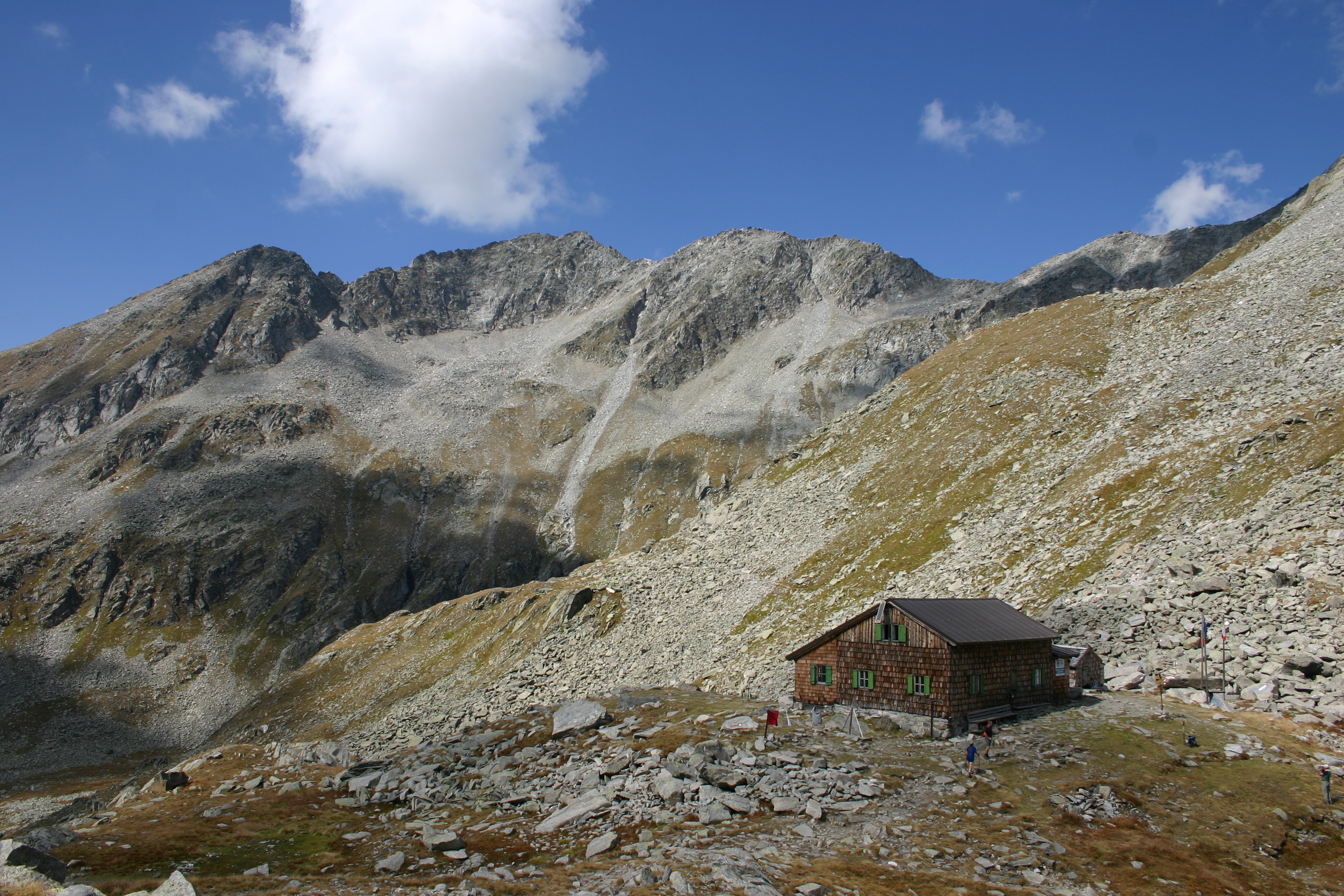
Il rifugio Passo Ponte di Ghiaccio

Da Brunico, in Val Pusteria, ci si dirige verso la Valle Aurina per imboccare, poco prima di Campo Tures, la valle dei Molini che porta sino al lago di Neves, a quota 1860 metri, dove termina la strada carrozzabile. Dalla sponda occidentale del lago bisogna risalire la valle della Pipa (in ted. Pfeifholder Tal), sino ad arrivare al rifugio Passo Ponte di Ghiaccio (2545 metri).
Dal rifugio si segue il sentiero nr. 1 (o nr. 26), che porta alla forcella Bassa di Punta Bianca (ted. Untere Weißzintscharte, 2931 metri). Da qui, mantenendo la quota, si attraversa il ghiacciaio del Gran Pilastro, raggiungendo la cresta sud-ovest a quota 3222 metri; qui ci si incontra con il sentiero proveniente dal rifugio Gran Pilastro.
Un frequentatissimo e molto remunerativo accesso è quello tramite la parete nord, percorsa da diversi itinerari abbastanza simili tra loro di cui quello che sale al centro il grande scivolo è divenuto il più classico. La via si sviluppa per 350 m con pendenze tra i 50° ed i 60°, lungo la rampa compresa tra due costole rocciose. La parete è raggiungibile dal Bivacco Günther Messner posto ai piedi della Cima Grava (in ted. Hochfernerspitze), nell'alta Val di Vizze.

## Galleria d'immagini

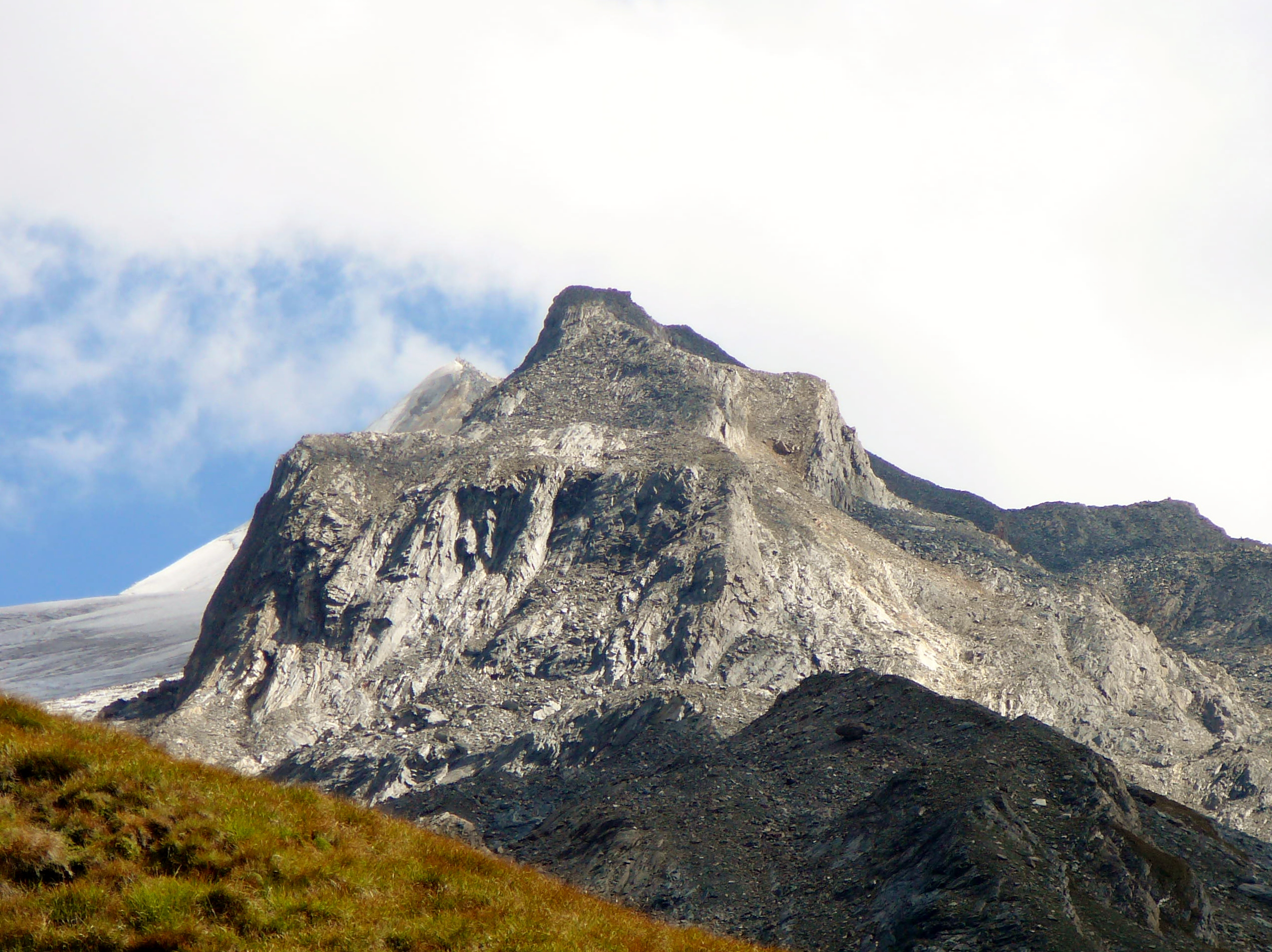
La cima
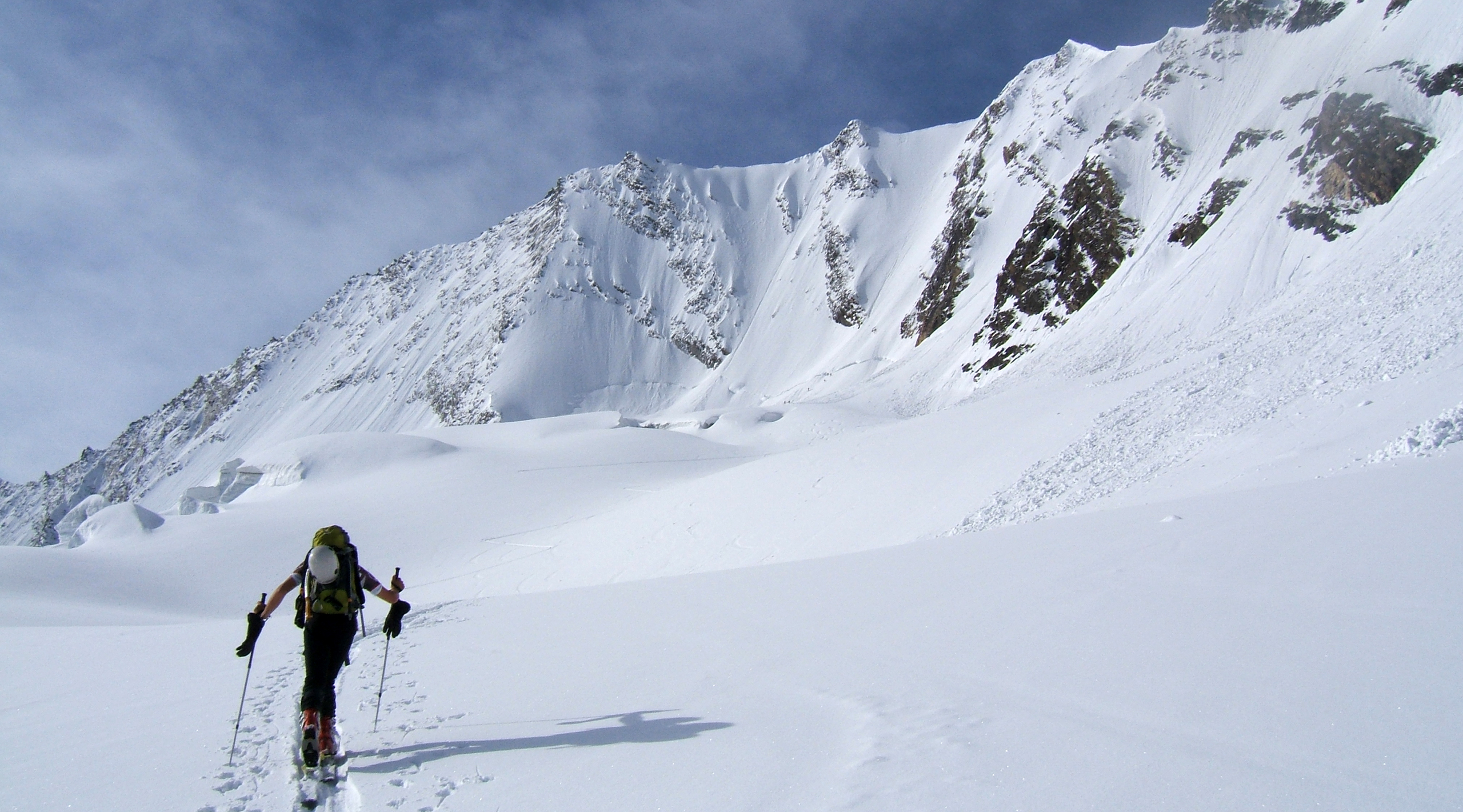
Versante nord, visibile al centro lo scivolo della classica alla parete nord (lo scivolo di dx nella foto).
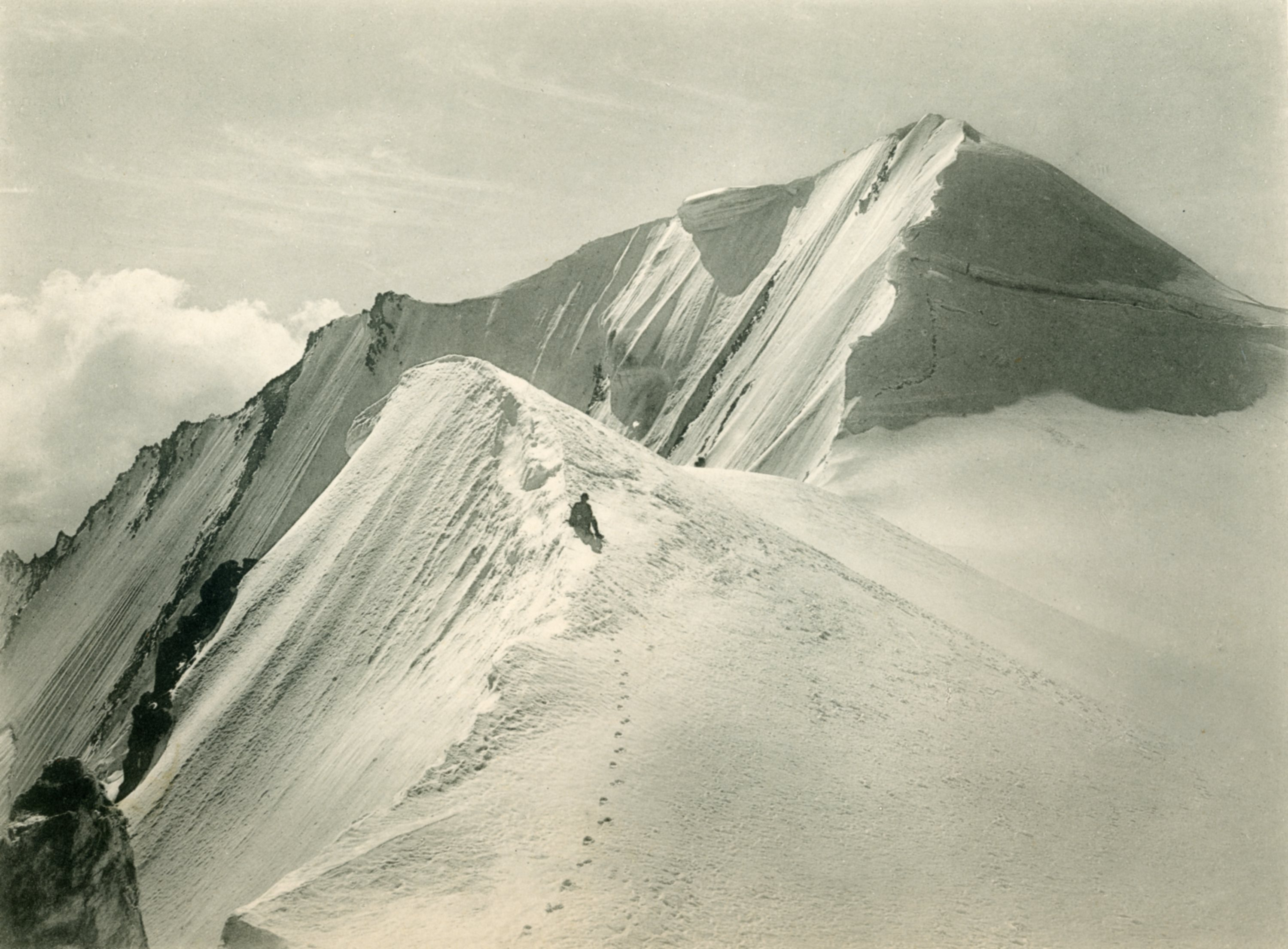
La cima nel 1890 circa
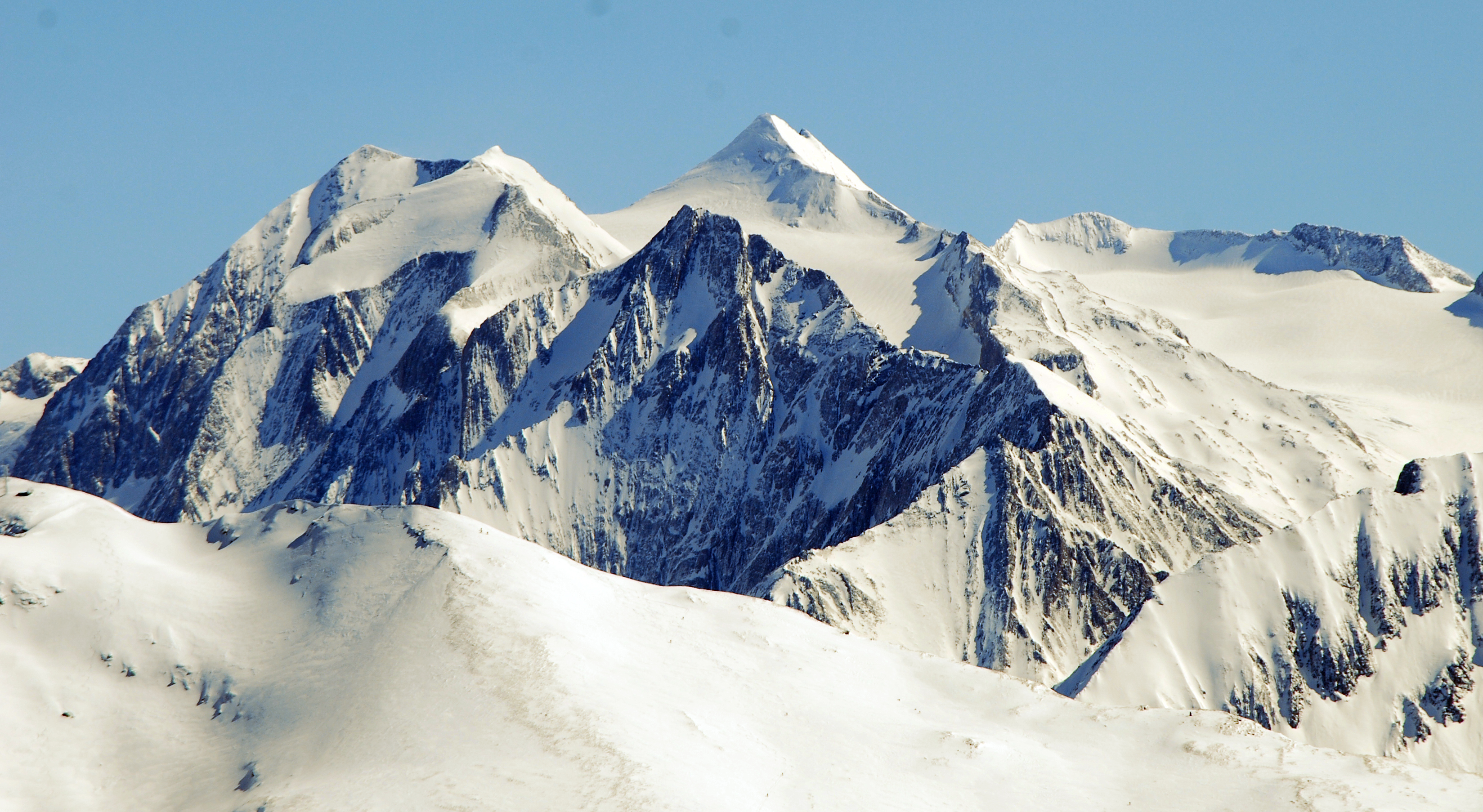
Altra vista